# Elecciones estatales del Estado de México de 1990
Las Elecciones estatales del Estado de México de 1990 se llevó a cabo el domingo 11 de noviembre de 1990, y en ellas se renovaron los siguientes cargos:
- 122 Ayuntamientos. Formados por un Presidente municipal y regidores electo para un período inmediato de tres años no reelegibles para un período inmediato.
- 48 Diputados al Congreso. 43 Electos por una mayoría relativa de cada uno de los Distritos Electorales y 5 de Representación Proporcional.

## Resultados Electorales

### Ayuntamientos

#### Ayuntamiento de Toluca
- Enrique González Inzunza  Hecho

#### Ayuntamiento de Metepec
- César Camacho Quiroz  Hecho